# 門赫斯貝格山
47°47′46″N 13°2′23″E / 47.79611°N 13.03972°E

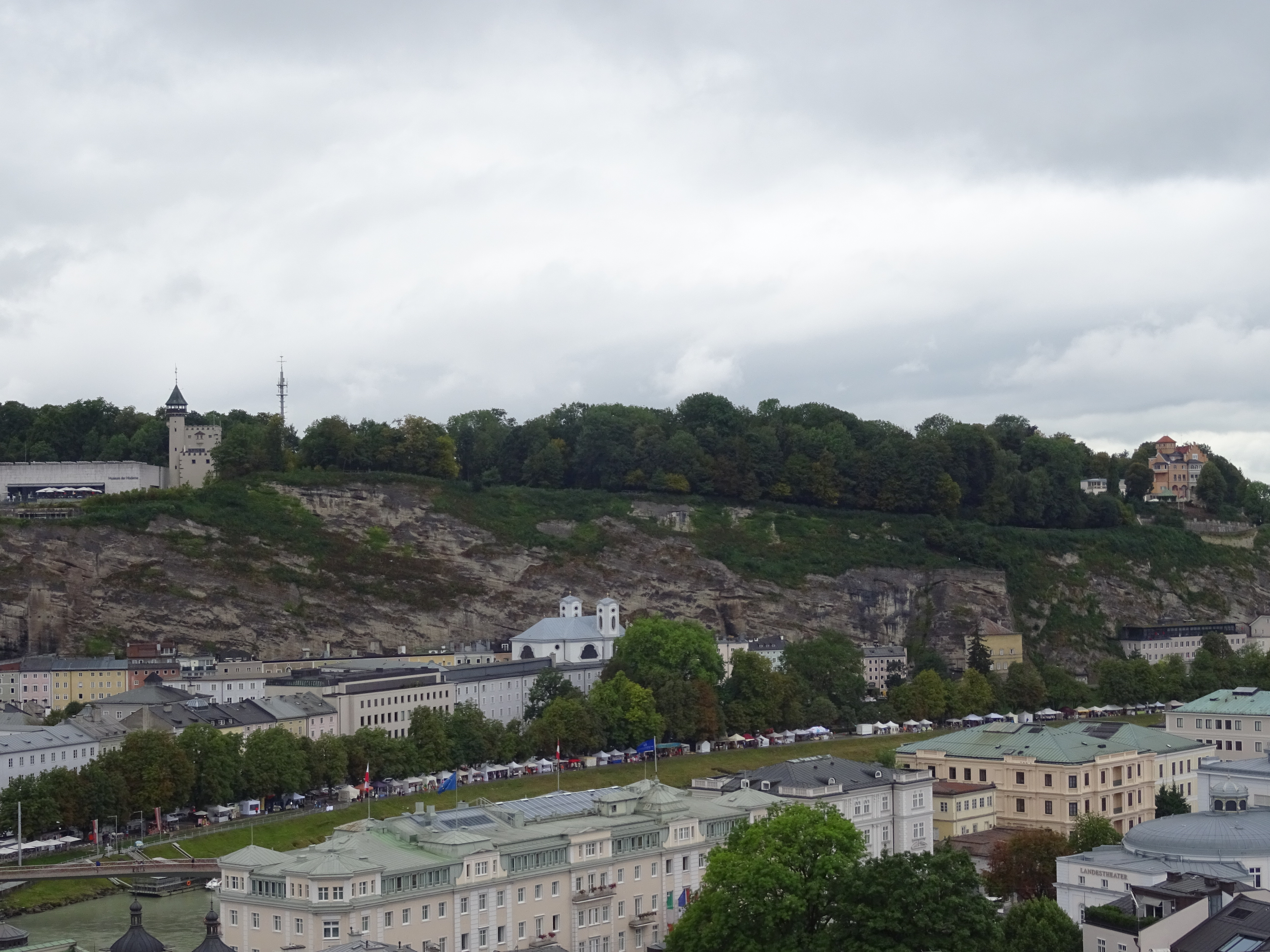

門赫斯貝格山（德語：Mönchsberg），是奧地利的山峰，位於該國中部，由薩爾茨堡州負責管轄，距離賴恩貝格山0.3公里，海拔高度508米，每年平均降雨量1,894毫米。